# 五角大廈不明飛行物體影片
五角大廈不明飛行物體影片（英語：Pentagon UFO videos）2004年、2014年和2015年美國海軍戰鬥機在尼米茲號航空母艦和西奧多·羅斯福號航空母艦上的駕駛艙儀表顯示器的精選視覺記錄，以及其他海軍人員在2019年拍攝的額外鏡頭。被廣泛描述為官方記錄不明飛行物的三個顆粒狀黑白影片成為2017年媒體廣泛報導的主題。五角大樓後來在2020年解決並正式發布了前三個影片，並在2021年發表的兩份聲明中確認了2019年洩露影片的出處。
圍繞該影片的討論有著多種解釋，包括無人機或不明地面飛行器、異常或人工儀器讀數、物理觀察現象(例如視差)、人類觀察和解釋錯誤，以及此類事件中的典型情況 ——外星飛船的推測。

## 背景
2004年11月14日，美国尼米兹号航母战斗群的战机飞行员戴维·弗拉沃尔（David Fravor）对南加州海岸附近的一个可疑雷达目标进行调查。
弗拉沃尔报告称，他目击到一个呈白色椭圆状的物体盘旋在一片海域上空，他估计那东西大约有四十英尺长。 弗拉沃尔和另一名飞行员亚历克斯·迪特里希（Alex Dietrich）在接受采访时说，共有四人（两名飞行员和两名坐在两架飞机后座的武器系统操作员）成功目击了这个飞行物体大概有5分钟之久。 弗拉沃尔说，当他盘旋着向下接近那个物体时，那个飞行物体马上模仿他的飞行轨迹反方向向上爬升直至消失。 飞行员查德·安德伍德（Chad Underwood）中校驾驶的第二批架次的战斗机在接到报告后从尼米兹航母起飞并对该海域进行调查。 与弗拉沃尔不同的是，安德伍德的战斗机配备了先进的前视红外成像系统。 安德伍德在该海域录制到一段由前视红外成像系统拍摄的视频，并用“Tic Tac”标题来描述该红外图像，但他自己称，他并没有看到任何不寻常的飞行物体。
2014至2015年期间，美国罗斯福号航母战斗群的战斗机飞行员在美国东海岸进行军事作业时，记录到了两个名为“GIMBAL”和“GOFAST”的影片，同时航母收到飞行员报告称雷达捕捉到了无法识别的不明飞行物。

## 外部連結
- US Naval Air Systems Command FOIA Reading Room （页面存档备份，存于） (containing FLIR.mp4, GOFAST.wmv, and Gimbal.wmv videos)